# Parks, Squares and Alleys
Parks, Squares and Alleys — российский инди-рок коллектив организованный Сергеем Хавро.

## История
Основатель проекта Сергей Хавро начал заниматься музыкой с 2009 года еще будучи школьником в городе Хабаровск. По словам Сергея, чтобы влиться в "музыкальную тусовку" ему приходилось играть oi панк. Его сольный проект первоначально назывался "Tom and Cherry" который вскоре был переименован в "Walrus Meditation" , а затем в "Parks Squares and Alleys" вдохновившись сборником "Hits Are for Squares" группы Sonic Youth и парками города Нью-Йорк.
Спустя несколько лет Сергей переезжает в Москву где презентует свой второй альбом Against Illusions and Reality.
25 января 2018 года выходит третий альбом Cold Blood Magic.
14 июля 2023 года выходит четвёртый альбом Zero Division Error.

## Дискография

### Альбомы
- 2011 — Memories
- 2015 — Against Illusions and Reality
- 2018 — Cold Blood Magic
- 2023 — Zero Division Error

### Мини-альбомы
- 2011 — Sad Daydreams
- 2012 — Fatalists
- 2023 — Better off Dead

### Синглы
- 2015 — We're Not Just Friends
- 2016 — Parasites
- 2018 — Ageless
- 2019 — Lucky 9
- 2020 — Мертвый сезон (ft. луни ана)
- 2020 — Друг (ft. САММЕР КОМА)
- 2021 — 1312
- 2023 — No One
- 2023 — Alliance
- 2023 — Shadows
- 2024 — Bittersweet Haze
- 2024 — Living for Today